# Karatedo Doshinkan
Karatedo Doshinkan (jap. 空手道 道心館 Karate-dō Dōshinkan) - jeden ze stylów karate tradycyjnego. 
Szkoła tego stylu została założona w 1967 w Wiedniu przez hanshiego 10. dan, Isao Ichikawę i prowadzona przez niego do śmierci w 1996. 
Od 1996 r. Karatedo Doshinkan jest kierowane przez hanshiego 10. dan, Nobuo Ichikawę.